# ديف أتكينز
ديف أتكينز (بالإنجليزية: Dave Atkins)‏ هو لاعب كرة قدم أمريكية أمريكي، ولد في 18 مايو 1949 في فيكتوريا في الولايات المتحدة.

## وصلات خارجية
- ديف أتكينز على موقع مرجع كرة القدم المحترفة.كوم (الإنجليزية)